# Марин-ландез
Марин-ландез (фр. Marine landaise) — вузьколокальна і нечисленна порода великої рогатої худоби, поширена на південному заході Франції.

## Назва
Назва худоби перекладається як «болотна ландська», від слів «marine» — жіночий рід прикметника «marin» — «морський», в даному контексті — «болотний», та «landaise» — жіночий рід від прикметника «landais» — «ландський», від природного регіону Ланди на південному заході Франції.

## Історія
У минулому ця худоба вільно паслась на узбережжі естуарію Жиронда (південний захід Франції). Місцеве населення займалося відловом молодих тварин для продажу. З 19 століття дюни й пустища в цьому регіоні почали засаджувати деревами, що скорочувало ареал природного проживання марин-ландезької худоби і, урешті-решт, призвело у 1940—1950 роках до, як вважалося, її зникнення. Однак, у 1987 році було виявлено невеличке стадо, що утримувалося селянами у своєму господарстві, й відтоді було розпочато програму з відродження худоби марин-ландез.

## Опис
Масть тварин від червоної до брунатної. Передня частина тулуба і ноги темнішого забарвлення, ніж інші частини тулуба. Худоба невеликого розміру, зріст корів у холці становить 125—130 см.

## Поширення
Станом на 2016 рік налічувалося 50 корів і 9 бугаїв худоби марин-ландез. Її розводять у природних заповідниках на території департаменту Жиронда.

## Виноски
1. 1 2 3 4  Marine landaise. // Valerie Porter, Lawrence Alderson, Stephen J.G. Hall, D. Phillip Sponenberg (2016). Mason's World Encyclopedia of Livestock Breeds and Breeding [Архівовано 20 грудня 2016 у Wayback Machine.] (sixth edition). Wallingford: CABI. — P. 239. ISBN 9781780647944. (англ.)